# Pierre Desir
Pierre Desir (Port-au-Prince, 8 settembre 1990) è un giocatore di football americano haitiano attualmente free agent, che gioca nel ruolo di cornerback. Fu scelto nel corso del 4º giro (127º assoluto) del Draft NFL 2014 dai Cleveland Browns. Al college giocò a football a Washburn e a Lindenwood.

## Carriera universitaria
Nativo di Port-au-Prince nell'isola di Haiti e trasferitosi con la sua famiglia negli Stati Uniti all'età di 4 anni, Desir giocò per la sua intera carriera collegiale in atenei della Mid-America Intercollegiate Athletics Association, una conference della NCAA Division II. 
Desir frequentò la Washburn University dal 2008 al 2010 e giocò per i Washburn Ichabods. Trascorse la sua prima stagione da freshman redshirt, per poi scendere in campo nel 2009, terminando la stagione con 33 tackle totali (25 solitari), sette intercetti (primo nella conference), un fumble recuperato e 13 passaggi difesi. A fine stagione fu nominato nella prima formazione ideale All-MIAA del 2009. Nel 2010, come sophomore, Desir chiuse la stagione con 46 tackle (di cui 5,5 con perdita di yard), due sack, cinque intercetti, un fumble forzato e nove passaggi deviati che gli valsero l'inserimento nella seconda formazione ideale All-MIAA.
Nel 2011, Desir lasciò Washburn per trasferirsi presso la Lindenwood University, adducendo come motivazione della sua scelta il desiderio di stare più vicino al suo giovane figlio. Dopo aver saltato il primo anno con i Lindenwood Lions, nel 2012, come junior, Desir si confermò come uno dei migliori difensori della MIAA, terminando la stagione 12 presenze, 60 placcaggi (39 solitari), un sack, nove intercetti (secondo in tutto il Paese) e 18 passaggi difesi (primo a pari merito nella Division II), venendo inserito per la seconda volta in carriera nella prima formazione ideale All-MIAA e divenendo il primo difensore nella storia di Lindenwood ad essere inserito nella prima formazione ideale All-American Division II dalla AFCA. Nel suo ultimo anno collegiale, come senior, totalizzò 33 tackle, quattro intercetti e dodici passaggi deviati, che oltre a garantirgli nuovamente l'inserimento nella prima formazione ideale All-American Division II dalla AFCA e nella prima formazione ideale All-MIAA gli permisero anche di divenire il primo giocatore ad iscrivere il proprio nome nell'albo d'oro del neonato Cliff Harris Award, che individua il miglior difensore dell'anno tra piccoli college degli Stati Uniti. Desir terminò la sua carriera universitaria primo nella storia della MIAA in passaggi difesi, secondo nella storia della conference e nei migliori dieci nella storia della Division II per intercetti (25).

### Università
- Kanza Bowl: 1

Washburn Ichabods: 2010

### Individuale
- Cliff Harris Award: 1

2013
- Prima formazione ideale All-American NCAA Division II della AFCA: 2

2012, 2013
- Prima formazione ideale All-MIAA: 3

2009, 2012, 2013
- Seconda formazione ideale All-MIAA: 1

2010

## Carriera professionistica

### Cleveland Browns
Desir era considerato uno dei migliori cornerback in vista del Draft NFL 2014 ed era pronosticato per essere selezionato durante il terzo giro. Fu scelto nel corso del 4º giro (127º assoluto) del Draft NFL 2014 dai Cleveland Browns. Nella sua stagione da rookie disputò cinque partite (una da titolare), facendo registrare nove tackle e due passaggi difesi. Nella stagione 2015, Desir disputò 14 partite (sei da titolare), mettendo a segno 39 placcaggi totali (29 solitari) e cinque passaggi difesi.
Il 3 settembre 2016, Desir venne svincolato dai Browns.

### San Diego Chargers
Il 4 settembre 2016, Desir firmò con i San Diego Chargers, per poi essere svincolato il 22 ottobre 2016. Due giorni dopo ri-firmò nuovamente con i Chargers, per poi essere nuovamente svincolato il 29 ottobre 2016. Terminò la sua militanza con i Chargers con cinque presenze, tre placcaggi e un passaggio difeso.

### Seattle Seahawks
Il 2 novembre 2016, Desir firmò con i Seattle Seahawks per la squadra di allenamento. Il 16 gennaio 2017 firmò un contratto con riserva con la squadra,, per poi essere svincolato il 2 settembre 2017.

### Indianapolis Colts

#### Stagione 2017
Il 3 settembre 2017, Desir firmò con gli Indianapolis Colts. Partì come cornerback titolare dall'ottavo turno, per poi essere segnato nella lista delle riserve il 4 dicembre 2017 a causa di un infortunio alla spalla subito nel tredicesimo turno. Terminò la stagione 2017 con nove presenze (sei da titolare), 32 placcaggi totali (21 solitari), un intercetto e sette passaggi difesi.

#### Stagione 2018
Il 20 marzo 2018, Desir rinnovò con i Colts. Durante il ritiro estivo dovette competere contro Nate Hairston, Quincy Wilson e Kenny Moore per il ruolo di cornerback titolare. Fu nominato terzo cornerback per l'inizio della stagione 2018, dopo Moore e Hairston.
Nella partita del secondo turno contro i Washington Redskins, Desir mise a segno quattro placcaggi totali (due solitari), un record stagionale di tre passaggi deviati e recuperò un fumble per la prima volta in carriera; I Colts vinsero per 21–9. Nel quarto turno contro gli Houston Texans, Desir mise a segno cinque placcaggi solitari, un intercetto e un passaggio deviato; i Colts furono sconfitti per 34–37 ai tempi supplementari. Nel sesto turno contro i New York Jets, fece registrare nove placcaggi totali (otto solitari) e forzò il primo fumble in carriera; i Colts furono sconfitti per 34–42. Nel quindicesimo turno contro i Dallas Cowboys, Desir mise a segno sette placcaggi solitari, un passaggio deviato e forzò un fumble. Chiuse la stagione regolare con 16 presenze (12 da titolare), 79 placcaggi totali (60 solitari e 19 assistiti), un intercetto, due fumble forzati, un fumble recuperato e 8 passaggi deviati.
Desir disputò la prima partita nei play-off in carriera partendo da titolare nel Wild Card Game contro i Texans, mettendo a segno cinque placcaggi totali (quattro solitari); i Colts vinsero per 21–7. Partì da titolare anche nel turno successivo, il Divisional Play-off contro i primi in classifica Kansas City Chiefs, in cui mise a segno sei placcaggi totali (quattro solitari) e un passaggio deviato; i Chiefs sconfissero i Colts per 13–31, ponendo fine alla loro stagione.

#### Stagione 2019
Il 13 marzo 2019, Desir rinnovò per altri tre anni con i Colts, con un contratto dei valore di 25 milioni di dollari dei quali 12 milioni garantiti.

### New York Jets
Il 2 aprile 2020, Desir firmò con i New York Jets un contratto di un anno del valore di 5,5 milioni di dollari. Nella settimana 4 fece registrare due intercetti sul quarterback dei Denver Broncos Brett Rypien, ritornandone uno in touchdown.